# Diferencia entre la filosofía de la naturaleza de Demócrito y la de Epicuro
Diferencia entre la filosofía de la naturaleza de Demócrito y la de Epicuro (en alemán: Differenz der demokritischen und epikureischen Naturphilosophie) es la tesis doctoral de Karl Marx escrita en 1841 y publicado póstumamente en 1902. En esta se analiza en detalle la diferencia y sus consecuencias entre la física de Democrito y Epicuro. Su asesor de tesis fue su compañero joven hegeliano y amigo, Bruno Bauer.
En la tesis, Marx utiliza la lógica dialéctica de Hegel para analizar la física de Epicuro y así obtener las diferencias con respecto de la física de Demócrito. Estas diferencias, que fueron en un principio consideradas triviales por otros autores anteriores, muestran, según Marx, la diferencia radical que tienen ambos filósofos griegos en su cosmovisión de la realidad.

## Contenido
En el prefacio de la obra se le da importancia al pensamiento filosófico del mundo antiguo como la escuela de Epicuro, el estoicismo y el escepticismo.
Democrito considera fundamental el apoyo empírico para superar la ilusión de los sentidos y así alcanzar el conocimiento de la realidad, mientras que Epicuro considera que éste se puede captar a través de los sentidos y el pensamiento filosófico. Democrito defiende que la realidad es determinista y su comprensión se fundamenta en principios o causas. Epicuro, en cambio, considera que la realidad ocurre de forma fortuita sin que los hechos se puedan explicar mediante causas concretas. Más tarde, el continuador de Epicuro, el materialista Lucrecio, fundamentó la libertad sobre la necesidad exterior.
En contraste con Demócrito, Epicuro planteó la cuestión de un pequeño “desvío” en el átomo contra las líneas rectas y deterministas del primero. Lucrecio entendió que “la declinación rompe los fati doedra (ataduras del destino)”, y “…si los átomos nunca se desvían para originar algún nuevo movimiento que romperá los lazos del destino” nada cambiaría, pero este proceso sí tiene lugar “en un tiempo no fijo, imperceptible a los sentidos y en el menor espacio posible”. Para Marx el viraje representa “el alma del átomo, el concepto de individualidad abstracta”. Epicuro, argumentó Marx, fue el primero en descubrir el alienación incrustada a través de la religión en la concepción humana de la naturaleza. Marx explica que una vez quitado el mito de los cielos toda explicación posible es suficiente y la tarea de Epicuro es  "rastrear su causa y desterrar la fuente de perturbación y pavor".

La diferencia fundamental para llegar a conclusiones tan dispares a partir de una física atomista residiría en el postulado introducido solamente por Epicuro que afirma que los átomos en su movimiento de caída se desvían del movimiento rectilíneo. Marx utiliza la dialéctica de Hegel para analizar este movimiento y construir así la cosmovisión de Epicuro como consecuencia. Marx consideró a Epicuro el librepensador griego más formidable y combativo contra la religión.
“En Epicuro, por tanto, la atomística con todas sus contradicciones ha sido llevada a cabo y completada como la ciencia natural de la autoconciencia. Esta autoconciencia bajo la forma de individualidad abstracta es un principio absoluto. Epicuro ha llevado así la atomística a su conclusión final, que es su disolución y oposición consciente a lo universal. Para Demócrito, en cambio, el átomo es sólo la expresión objetiva general de la investigación empírica de la naturaleza en su conjunto”.
En un apéndice, Marx critica las pruebas de la existencia de Dios, los cuales "o bien no son más que tautologías carentes de sentido... o son argumentos de la existencia de la autoconciencia esencial del hombre".

## Recepción
El ensayo fue controvertido, particularmente entre los profesores conservadores de la Universidad de Berlín. En su lugar, Marx decidió presentar su tesis a la Universidad de Jena, cuya facultad le otorgó su doctorado en abril de 1841. Fue descrita como: "una obra atrevida y original en la que Marx se propuso demostrar que la teología debe rendirse a la sabiduría superior de la filosofía". En sus últimos años, Friedrich Engels reconoció la importancia de la tesis doctoral de Marx. En una conversación con Alexei Voden, Engels admite que es en el materialismo de Epicuro donde estaba la base del desarrollo de una dialéctica materialista y no en el materialismo de la Ilustración francesa como pensaba Gueorgui Plejánov.
En la biografía de Karl escrita por Francis Wheen se dice:
"[…] pesar de la aparente aridez del tema, el estudio comparativo que hizo Marx entre Demócrito y Epicuro era en realidad un trabajo atrevido y original en el que se proponía demostrar que la teología ha de ceder el paso al conocimiento más elevado de la filosofía, y que el escepticismo ha de triunfar sobre el dogma."
El doxógrafo epicúreo Cyril Bailey expresó: 
“Mirando hacia atrás en su trabajo (de Marx) ahora, es casi asombroso ver hasta dónde llegó considerando los materiales disponibles en ese momento y probablemente fue la primera persona en ver la verdadera distinción entre los sistemas de Demócrito y Epicúreo."
El destacado historiador clásico Benjamin Farrington escribió que: 
“Curiosamente, fue Karl Marx en su tesis doctoral... quien primero tomó la medida del problema y proporcionó la solución... haciendo de Epicuro el más profundo de los dos (en comparación con Demócrito) en la medida en que mientras trabajaba para encontrar espacio en su sistema tanto para el ser animado como para el inanimado, tanto para la naturaleza como para la sociedad, tanto para los fenómenos del mundo externo como para las exigencias de la conciencia moral”.